# Psorothamnus schottii
Psorothamnus schottii  es un arbusto de la familia de las fabáceas. Es originario del desierto de Sonora, en el norte de México, y las zonas adyacentes de Arizona y el desierto de Colorado, en California.

## Descripción
Psorothamnus schottii es un arbusto que alcanza un tamaño de dos metros de altura máxima. Sus tallos, muy ramificados, son de color verde a gris-verdoso, lanosos y glandulares. Las  hojas son lineares de hasta 3 centímetros de largo y no están divididas en foliolos.
La inflorescencia es un racimo con hasta 15 flores. Cada flor tiene un color morado oscuro azul con la corola de hasta un centímetro de largo en un cáliz tubular con sépalos con lóbulos puntiagudos. El fruto es una cápsula leguminosa recubierta de glándulas que contiene una semilla.

## Taxonomía
Psorothamnus schottii fue descrita por (Torr.) Barneby y publicado en Memoirs of the New York Botanical Garden 27: 31, en el año 1977.
Sinonimia
- Dalea schottii Torr. basónimo
- Dalea schottii var. puberula (Parish) Munz
- Parosela puberula (Parish) Standl.
- Parosela schottii (Torr.) A.Heller
- Parosela schottii var. puberula Parish
- Psorodendron puberulum (Parish) Rydb.
- Psorodendron schottii (Torr.) Rydb[3]